# KHAD
Khadamat-e Aetla'at-e Dawlati (persan:خدمات اطلاعات دولتی, Agence de Renseignement d'Etat) est un service de renseignement de l'Afghanistan. Plus connu sous l'acronyme KHAD, ce département des renseignements de la République démocratique d'Afghanistan, était épaulé par le KGB durant les années 1980. Le KHAD avait huit centres de détention dans la capitale du pays.

## Directeurs
- Assadullah Sarwari (avril 1978-septembre 1979)
- Asadullah Amin (septembre 1979-décembre 1979)
- Mohammed Nadjibullah (janvier 1980-mai 1986)[1]
- Ghulam Faruq Yakubi (mai 1986-avril 1992)
- Mohammed Fahim Khan (avril 1992-décembre 2004)

## Source
- Afghanistan: The First Five Years of Soviet Occupation